# Син рибалки (фільм, 1957)
«Син рибалки» 1957 року. Латвійська радянська драма року. Режисер фільму Варіс Круміньш. Фільм знятий на Ризькій кіностудії мистецтва та хроніки за мотивами однойменного роману Віляса Лачаса. Це другий фільм латвійського виробництва з такою назвою.

## Сюжет
30-ті роки 20 століття. Молодий рибалка Оскар Клява мріє про нові сіті, які допомогли б йому здобути незалежність від покупця Гарози, але він не завойовує довіри старих рибалок. Під час канікул у село приїжджає кохання Оскара, донька багатого Бандери Аніта та брат Оскара Роберт. Роберт спокушає Зенту, але нещасна дівчина накладає на себе руки. Оскар свариться з братом і батьком і йде з дому. Він винаходить нову мережу, стає головою кооперативу й одружується з Анітою. Через кілька років їхнє подружнє життя починає розвалюватися. Узурпатор Гароза мало не руйнує кооператив, і рибалки просять Оскара знову стати головою.

## В ролях
- Едуардс Павулс — Оскар
- Астрід Гульбе — Аніта
- Яніс Осіс — Барк
- Байба Індриксоне — Марта
- Валда Фреймуте — Зента
- Жаніс Копсталс — Клен
- Ельмар Озолс — Роберт
- Аркадій Фельдманіс — Фредді
- Яніс Грантіньш — Бандерс
- Едгарс Лієпіньш — Едгарс
- Яніс Кубіліс — Сартапутнс
- Гаррі Авен — Джим
- Арнольд Мілбрет — Банджинс
- Гарііс Місіньш — Теодор
- Еріка Ферда — Ольга
- Артур Калейс — Ворон
- Арвідс Брієдіс — Румбайніс
- Гельмарс Вельце — Менгеліс
- Мартиньш Вердінш (старший) — Āboltinų Jēkabs
- Антонія Клейман — Кейт
- Атіс Краукліс — Еш
- Евалдс Валтерс — епізод

## Знімальна група
- Режисер: Варіс Круміньш
- Автор сценарію: Еміль Брагінський
- Оператор: Маріс Рудзітіс
- Художник: Лаймоніс Грасманіс
- Композитор: Яніс Іванов

## Нагороди
- 1958 — на 1-му Всесоюзному кінофестивалі в Москві Маріс Рудзітіс отримав заохочувальну нагороду за роботу над фільмом.
- 1959 — Державна премія ЛРСР за головну роль Едуардса Павулса.

## Цікаві факти
- Фільм є урядовим замовленням на заміну «буржуазної» версії 1939 року, яка не подобалася радянській владі.
- Едуард Павулс спочатку не хотів грати Оскара.
- Зйомки фільму проходили в містах Апшуцієм, Клапкалнцієм, Рагацієм, Енгуре, біля озера Арайшу та Ялти, адже осінь у Латвії настала надто швидко.
- Едуардса Павулса «набили», щоб він виглядав більш плечистим, бо був надто худорлявим.[1]
- У фільмі також показаний Уґіс Павулс, син Едуардса Павулса, як син Оскара.[2]